# Kagogo (vattendrag i Burundi, Gitega)
Kagogo är ett vattendrag i Burundi.   Det ligger i provinsen Gitega, i den centrala delen av landet, 60 kilometer öster om huvudstaden Bujumbura.
Omgivningarna runt Kagogo är en mosaik av jordbruksmark och naturlig växtlighet. Runt Kagogo är det tätbefolkat, med 369 invånare per kvadratkilometer.